# Шлоссер, Филипп
Филипп Шлоссер (нем. Philipp Schlosser; род. 19 августа 1968, Мюнхен) — немецкий шахматист, гроссмейстер (1992), тренер.

## Тренерская работа
Филипп Шлоссер был национальным тренером баварской шахматной молодёжной команды и национальным тренером сборной ассоциаций Бадена и Вюртемберга. Также работал в личном и командном первенствах в качестве тренера Немецкой шахматной федерации в качестве тренера женской сборной, а также шахматной федерации Франции и Хорватии.
Шлоссер был (до 2003 года) первым руководителем шахматной академии в шахматном центре Карпова, основанного в мае 1998 года (в то время — шахматный центр Баден-Бадена).

## Достижения
В 1986 году занял второе (после Джона Нанна) место на 1-м Открытом индивидуальном чемпионате Германии в Крефельде.
В 1989 году ФИДЕ присвоила ему звание международного мастера.
В 1990 году он получил шахматный оскар за комбинацию в матче против Иштвана Чома в Будапеште, и выиграл Кубок Митропы в Лейбнице в составе немецкой сборной.
На Кубке Митропы 1991 года в БрноОн достиг третьего места с немецкой командой и получил индивидуальную золотую медаль за лучший результат среди всех игроков на третьей доске.
Гроссмейстер с 1992 года. В 1993 году на Кубке Митропы в Бад-Вёрисхофене он сыграл на второй доске; Германия финишировала второй.
В 1995 году он занял пятое место на индивидуальном чемпионате Германии в Бинце. В 2004 году он занял первое место на шахматном турнире Cappelle-la-Grande.
В 2006 году он выиграл открытый чемпионат Чехии по быстрым шахматам в Пардубице.
В то время, когда он ещё играл в шахматном клубе Пассау, он устроил летний лагерь в университете Пассау под названием «Почему компьютеры могут играть в шахматы?».
В немецкой шахматной лиге он был 16-кратным чемпионом команды: с мюнхенской «Баварией» в 1989, 1990, 1991, 1992, 1993 и 1995 годах, и с ОСГ в Баден-Бадене в 2006—2015 годах; а также два чемпионом команд по блицу : 2003 в Санкт-Ингберте и 2007 в Ринтельне.
В Бундеслиге он также играл за клубы SK Пассау (2016/17) и SF Deizisau (2017/18) в 1-й лиге.
Шлоссер играет в Оберлиге Баден за третью команду OSG Baden-Baden с 2018 года.
Он также ограл за французский клуб Club de Bischwiller, с которым он стал чемпионом Франции в 2015 году, люксембургский Le Cavalier Differdange, с которым он стал командным чемпионом в 2008 году и бельгийский в 2009 году.
В Австрии он играл за Hypobank Kufstein в 1990-х, затем за Innsbrucker SK, а теперь за SK Sparkasse Jenbach, многократного чемпиона австрийской (2010, 2011, 2013, 2015 и 2018 годы).
Шлоссер принимал участие в Кубке европейских клубов семь раз и выиграл его в 1992 году в составе мюнхенской Баварии.

## Изменения рейтинга
| Графики недоступны из-за технических проблем. См. информацию на Фабрикаторе и на mediawiki.org. |